# Phượng hoàng (phương Tây)

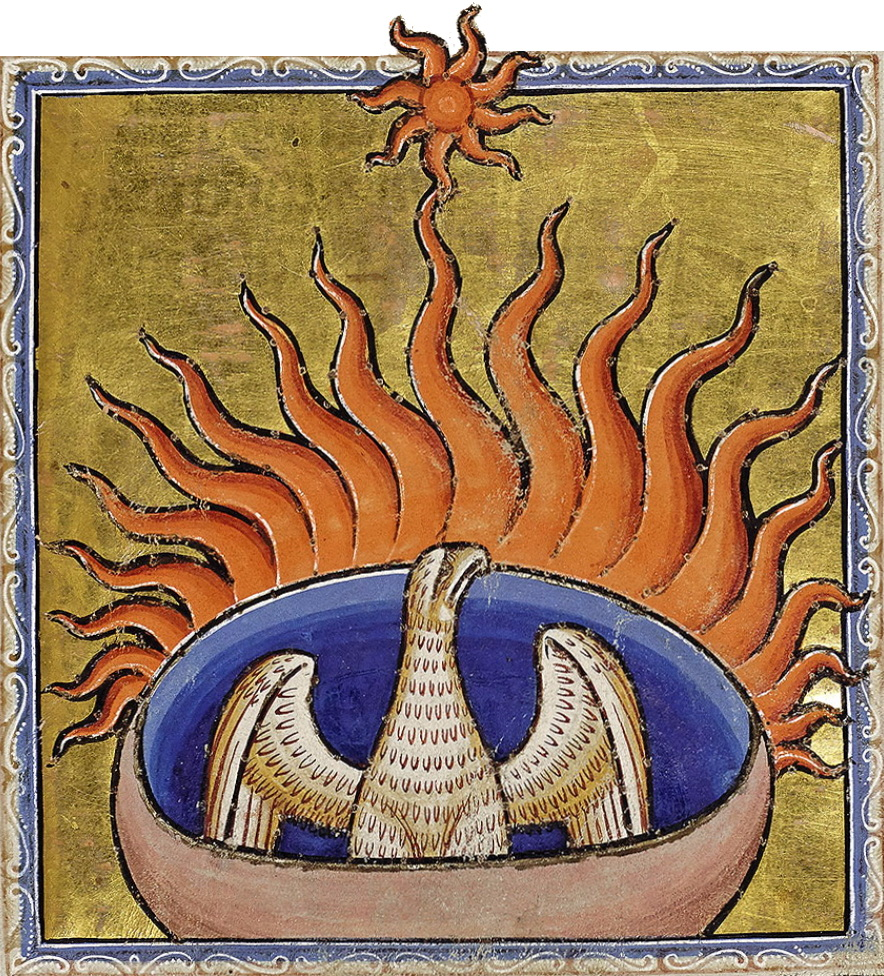
Phượng hoàng tại Aberdeen Bestiary.

Phượng hoàng (tiếng Latinh: phoenīx; tiếng Hy Lạp: φοῖνῐξ phoînix) là một dạng chim lửa thần thánh và linh thiêng trong một số thần thoại phương Tây như thần thoại Hy Lạp, thần thoại Ai Cập và các thần thoại khác có liên quan hay chịu ảnh hưởng. Trong ngôn ngữ của các nước Đông Á, loài chim này được gọi là Bất tử điểu (tiếng Trung: 不死鳥) nhằm phân biệt với loài phượng hoàng của phương Đông. 
Người ta nói rằng phượng hoàng có thể sống tới 500 hay 1.400 năm, một số nơi cho rằng nó bất tử(phụ thuộc vào nguồn), nó là loại chim với bộ lông màu vàng và đỏ rất đẹp. Khi chuẩn bị từ giã cõi đời, phượng hoàng xây cho nó một cái tổ từ những cọng quế và sau đó tự bốc cháy; cả tổ và chim đều cháy dữ dội để sau đó chỉ còn một nắm tro tàn, từ đó một con chim phượng hoàng mới ra đời. Con chim phượng hoàng mới cũng sống lâu như con phượng hoàng cũ. Tuy nhiên, trong một số truyền thuyết thì điều này lại không phải như vậy. Con phượng hoàng mới ướp tro của con phượng hoàng cũ trong quả trứng làm từ nhựa thơm và đem nó tới thành phố Heliopolis ("thành phố Mặt Trời" trong tiếng Hy Lạp) cổ đại của Ai Cập. Phượng hoàng cũng được cho là sẽ hồi sinh sau khi bị thương, vì thế nó gần như là bất tử và không thể bị đánh bại; phượng hoàng hồi sinh từ đống tro tàn là một hình ảnh ấn tượng trong văn hóa phương Tây. Người ta cũng nói rằng những giọt nước mắt của phượng hoàng có thể chữa lành vết thương.
Mặc dù các miêu tả và tuổi thọ của nó là khác nhau, nhưng phượng hoàng đã trở thành phổ biến trong nghệ thuật, văn học Kitô giáo thời kỳ đầu cũng như là của chủ nghĩa tượng trưng Kitô giáo, giống như biểu tượng của chúa Giê-su, và ngoài ra, nó còn tượng trưng cho sự chết, phục sinh và bất tử của Giê-su.
Nguyên thủy thì phượng hoàng được người Ai Cập xác định là một loại chim giống như cò hay diệc, gọi là bennu, được biết đến từ Sách về người chết và các văn bản Ai Cập cổ đại khác như là một trong các biểu tượng thần thánh để thờ phụng tại Heliopolis, gắn liền với sự mọc lên của Mặt Trời cũng như với thần Mặt Trời trong thần thoại Ai Cập là thần Ra.